# Badr ad-Din al-Mukrani
Badr ad-Din al-Mukrani (arab. بدر الدين المقرانى;  fr. Badredine El Mokrani) – jedna z 52 gmin w prowincji Sidi Bu-l-Abbas, w Algierii, znajdująca się w północno-zachodniej części kraju. W 2008 roku gminę zamieszkiwało 6200 osób. Numer statystyczny gminy w Office National des Statistiques d'Algérie to 2209.